# Krasnoturjinsk
Krasnoturjinsk (ros. Краснотурьинск) – miasto w Rosji, w obwodzie swierdłowskim, na Uralu.
W mieście funkcjonują dwie linie tramwajowe.
W Krasnoturjinsku urodził się niemiecki hokeista rosyjskiego pochodzenia, Eduard Lewandowski.